# Caligus kahawai
Caligus kahawai is een eenoogkreeftjessoort uit de familie van de Caligidae. De wetenschappelijke naam van de soort is voor het eerst geldig gepubliceerd in 1988 door Jones J.B..